# Régiment d'infanterie de marine du Pacifique - Nouvelle-Calédonie
Le régiment d’infanterie de marine du Pacifique - Nouvelle-Calédonie (RIMAP-NC) est une unité de l’armée française.

## Historique
Le régiment d’infanterie de marine du Pacifique - Nouvelle-Calédonie (RIMaP-NC) est l'héritier du bataillon mixte du Pacifique, BMP, créé en 1916 et envoyé combattre en métropole où il s'était illustré lors de la bataille de la Serre.
Comme bataillon du Pacifique, il prend part aux combats de 1940, puis intégré au sein de la 1re division des Français libres (DFL). En 1942, à la suite des pertes subies par le 1er bataillon d'infanterie de marine (BIM) et le bataillon du Pacifique (BP 1) durant le siège et la sortie de Bir Hakeim, le général Kœnig décida de fusionner les deux unités au sein du Bataillon d'infanterie de marine et du Pacifique qui participera aux campagnes de Tunisie, d'Italie et de France,.

### L'après Seconde Guerre mondiale
À partir du 1er juillet 1948, le bataillon mixte d’infanterie coloniale du Pacifique est chargé de la défense de la Nouvelle-Calédonie. Un détachement est envoyé à Tahiti, détachement séparé en 1963 (bataillon d’infanterie de marine de Tahiti, BIMaT). Le bataillon mixte d’infanterie coloniale du Pacifique se considère comme l'héritier naturel du BIMP, sans que cet héritage soit marqué par le remise d'un drapeau. Il reçoit en mars 1956 les traditions du 7e régiment d'infanterie coloniale, sans rapport avec le Pacifique mais qui vient d'être dissout. Le 1er décembre 1958, le bataillon est renommé bataillon d’infanterie de marine du Pacifique (BIMaP) et reprend officiellement le patrimoine du BIMP. En 1981, le BIMaP devient le régiment d’infanterie de marine du Pacifique - Nouvelle-Calédonie. Simultanément le BIMaT devient le Régiment d'infanterie de marine du Pacifique - Polynésie. L'armée décide que les deux régiments (Tahiti et Nouvelle-Calédonie) doivent « recueillir intégralement et conjointement » le patrimoine du BIMP.
Le régiment d’infanterie de marine du Pacifique - Nouvelle-Calédonie (RIMaP-NC) est composé de trois unités : Un détachement à Plum dans le sud de l'île, une portion centrale au centre de Nouméa et un détachement nommé "camp de Nandaï" à côté de Bourail dans le centre de la Nouvelle-Calédonie (même si depuis 2010 ce dernier sert principalement de dépôt de munitions du service interarmées des munitions après avoir été un élément important du régiment avec, pendant longtemps, deux compagnies de combat dans les années 1980/90)

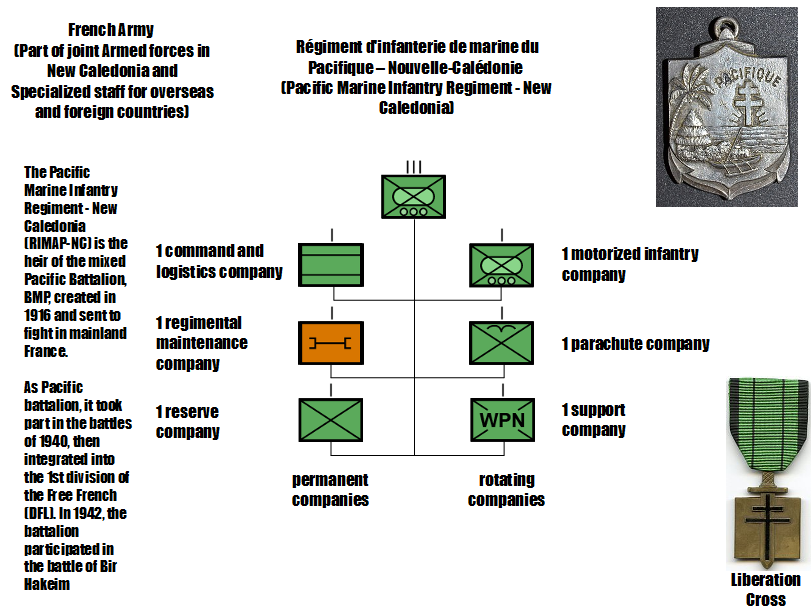
Ordre de bataille du Régiment d'infanterie de marine du Pacifique – Nouvelle-Calédonie en 2022

## Synonyme
« Les volontaires du Pacifique ».

## Drapeau du régiment
Il porte, cousues en lettres d'or dans ses plis, les inscriptions suivantes:
- Grande guerre 1914-1918
- Libye-Égypte-Tripolitaine 1942
- Tunisie 1943
- Italie 1944
- Hyères-Vosges 1944

### Décoration du RIMaP-NC
- Croix de la Libération[2].
- Croix de guerre 1914-1918 avec 1 palme[2].
- Croix de guerre 1939-1945 avec 5 palmes[2].

### Fourragères du RIMaP-NC
- Fourragère aux couleurs de la Croix de l’Ordre de la Libération (depuis le 18 juin 1996).
- Fourragère aux couleurs de la Médaille militaire avec olive Croix de guerre 1939-1945[1]

## Traditions
La fête des troupes de marine
- Elle est célébrée à l'occasion de l'anniversaire des combats de BAZEILLES. Ce village a été 4 fois repris et abandonné sur ordres, les 31 août et le 1er septembre 1870.

Et au Nom de Dieu, vive la coloniale
- Les Marsouins et les Bigors n'ont pour saint patron que  Dieu lui-même ce qui est par définition impossible.Cette devise reprend une exclamation de saint Charles de Foucauld alors que des troupes coloniales étaient venues à son secours, franchissant pour l'occasion la frontière AFN-AOF. Ce cri de guerre termine les cérémonies intimes qui font partie de la vie des régiments.

## Personnalités ayant servi au régiment
- Albert Savary (1921-1975), Compagnon de la Libération, chef de corps du BIMaP de 1961 à 1964.